# Make Me (Cry)
Make Me (Cry) è il singolo di debutto della cantante statunitense Noah Cyrus in collaborazione con il cantante Labrinth, pubblicato il 15 novembre 2016 dall'etichetta discografica Syco.

## Tracce
Download digitale
1. Make Me (Cry) (feat. Labrinth) – 4:02

Download digitale – Acoustic Version
1. Make Me (Cry) (feat. Labrinth) (Acoustic Version) – 3:52

Download digitale – Marshmello Remix
1. Make Me (Cry) (feat. Labrinth) (Marshmello Remix) – 3:24

## Classifiche
| Classifica (2016-17)                 | Posizione massima |
| ------------------------------------ | ----------------- |
| Canada                               | 46                |
| Danimarca                            | 39                |
| Norvegia                             | 6                 |
| Paesi Bassi                          | 65                |
| Regno Unito                          | 88                |
| Stati Uniti                          | 46                |
| Stati Uniti (dance/mix show airplay) | 40                |
| Svezia                               | 20                |